# Yann Gonon
Pour les articles homonymes, voir Gonon.
Yann Gonon était un présentateur du 19-20 à France 3 Côte d'Azur. Il faisait aussi des remplacements au Soir 3 depuis avril 2006.

## Biographie
Yann Gonon est né le 14 juillet 1970 à Vienne (Isère). Après des études d'économie, il débute en radio à 21 ans. Après une première expérience dans une radio privée en Savoie au moment des JO d'Albertville, il participe au développement d'Autoroute Info, une radio autoroutière. Il collabore à la même époque avec d'autres radios locales (RFM, Europe2, AFP Audio) et boites de production.
En télévision, il débute par des piges à Télé Huit Mont-blanc (1993) et à TLM, une télévision lyonnaise (1998). Il intègre France 3 en 2000 au Journal des Journaux. Parallèlement, il présente ses premiers journaux télévisés sur la chaîne "Régions". 
En 2003, il rejoint la rédaction de France 3 Champagne-Ardenne en tant que rédacteur en chef adjoint. Il présente le "Mag du dimanche" et effectue des remplacements à la présentation des éditions régionales. Il anime également plusieurs opérations spéciales comme l'anniversaire de la capitulation allemande à Reims. 
En 2005, il prend les commandes de l'édition régionale de France 3 Côte d'Azur qu'il présente en semaine. Il anime aussi une fois par mois l'émission les Dossiers de France 3 en PACA. 
En 2006, il est appelé par la rédaction nationale pour remplacer Marie Drucker à la présentation du Soir 3 lorsque celle-ci est en congé.
Durant l'été 2009, il assure la présentation du 19/20 national en semaine ou des 12/13 et 19/20 du week-end.
En mai 2010, Yann Gonon quitte France 3 et rejoint Tanger au Maroc. Il prend la direction de la rédaction francophone de Médi 1 Sat, chaîne du satellite spécialisée dans l'information internationale et maghrébine. Il participe à la transformation de Médi 1 Sat en Medi1TV qui devient la 3e chaine hertzienne du pays.
Depuis le 1er novembre 2010, il anime la tranche "tout info" du 7/9.